# Orchestra Sinfonica Scozzese della BBC
La Orchestra Sinfonica Scozzese della BBC (BBC SSO) è una un'orchestra sinfonica che trasmette in Scozia, con sede a Glasgow. È una delle cinque orchestre a tempo pieno mantenute dalla British Broadcasting Corporation (BBC), ed è la più antica orchestra di professionisti a tempo pieno in Scozia. L'orchestra ha sede presso il Municipio di Glasgow.

## Storia
La BBC aprì il suo studio di Edimburgo nel 1930 e decise di formare una propria orchestra scozzese a tempo pieno per completare le orchestre della BBC già esistenti a Londra, Manchester e Galles. L'Orchestra Scozzese BBC fu costituita come prima orchestra a tempo pieno della Scozia il 1º dicembre 1935 dal primo capo della musica della BBC in Scozia, il compositore e direttore Ian Whyte.
Nel 1938 l'orchestra si trasferì nei suoi locali costruiti per questo scopo nello Studio One, nei Glasgow Studios di recente aperti, la Sede delle Trasmissioni di Queen Margaret Drive. La formazione scozzese di nuova formazione, la Scottish Variety Orchestra (che divenne la BBC Scottish Orchestra della Radio nel 1967) occupava lo Studio Due.
Come uno dei tanti gruppi della BBC, l'orchestra conduceva una vita molto impegnata, ma al riparo, trasmettendo in diretta almeno cinque volte a settimana dal suo studio e solo occasionalmente era permesso uscire. Durante la guerra, l'orchestra faceva 30 ore di trasmissioni settimanali sulla BBC Home and World Services. Questo significava trasmissioni dal vivo, in qualsiasi momento del giorno o della notte, spesso trasmissioni in diretta in America Latina all'1:30 del mattino.
Alla fine della guerra, durante la quale l'orchestra aveva ampliato i suoi numeri, Whyte l'aveva portata a un livello considerato abbastanza buono per il nuovo Festival di Edimburgo appena costituito, in cui l'orchestra apparve regolarmente dal 1948.
Fino agli anni 1950 e 1960 la trasmissione in diretta in studio dominava ancora la pianificazione dell'orchestra e rimaneva poco tempo nella sua programmazione per i concerti pubblici. Questa situazione cambiò dopo l'avvento di Norman Del Mar come Direttore Principale nel 1960. Egli guidò la prima visita della Orchestra Scozzese della BBC ai Proms nel 1962 e grazie ai suoi sforzi l'orchestra si sviluppò ulteriormente, portando ad un cambiamento del suo nome, l'anno successivo, in "Orchestra Sinfonica Scozzese della BBC". I primi progetti di Del Mar compresero la prima britannica di Gruppen di Stockhausen, eseguito a Glasgow congiuntamente all'Orchestra Nazionale scozzese e fu il suo interesse per la musica contemporanea che gettò le fondamenta per un impegno di lunga durata della BBC SSO per un nuovo lavoro. La BBC SSO continuò ad eseguire i lavori di compositori scozzesi in Scozia e ai Proms, come la prima di The Confession of Isobel Gowdie di James MacMillan del 1990.
Gli ultimi venti anni hanno visto il progressivo emergere della BBC SSO come un'orchestra 'pubblica' vera e propria, con tour all'estero, registrazioni commerciali e concerti in tutto il mondo, consolidando la sua posizione come uno dei capisaldi della vita musicale scozzese. La BBC SSO appare ogni anno in festival importanti come la BBC Proms, il Festival Internazionale di Edimburgo, il Cheltenham, l'Huddersfield Contemporary Music Festival ed il Festival di San Magnus a Orkney. All'inizio del gennaio 2006 la BBC SSO si trasferì dalla Broadcasting House, Glasgow alla City Hall di Glasgow completamente rinnovata.
Dal 2003 al 2009, Direttore Principale dell'orchestra fu Ilan Volkov, di origine israeliana, il direttore capo più giovane di qualsiasi orchestra della BBC. Nell'ottobre del 2007, l'orchestra annunciò la nomina di Donald Runnicles, nato a Edimburgo, come suo Direttore Principale a partire da settembre 2009. Volkov prese il titolo di direttore ospite principale della BBC SSO a partire dalla stagione 2009-2010, insieme all'insediamento di Runnicles come direttore principale. Nel settembre 2011, la BBC SSO annunciò l'estensione del contratto di direttore principale a Runnicles fino al 2015. Nel mese di ottobre 2014, la BBC SSO riferì la conclusione programmata dell'incarico di Runnicles, come direttore principale, nel mese di settembre 2016, dal momento che per lui era previsto il titolo di direttore d'orchestra emerito. Nel mese di marzo 2015, l'orchestra annunciò la nomina di Thomas Dausgaard come suo undicesimo direttore principale, a far tempo dalla stagione 2016-2017.
La British Royal Philharmonic Society presentò la BBC SSO con il suo premio per la miglior Orchestra nel 2002, e il suo direttore principale di allora, Ilan Volkov, con il premio per il miglior giovane artista nel 2004. Nel mese di marzo 2014, l'orchestra fece il suo primo viaggio in India, coprendo le città di Chennai, Mumbai e Nuova Delhi.

## Direttori capi e direttori principali
- 1935-1946: Guy Warrack
- 1946-1960: Ian Whyte
- 1960-1965: Norman Del Mar
- 1965-1971: James Loughran
- 1971-1977: Christopher Seaman
- 1978-1980: Karl Anton Rickenbacher
- 1983-1993: Jerzy Maksymiuk
- 1996-2002: Osmo Vänskä
- 2003-2009: Ilan Volkov
- 2009–2016: Donald Runnicles
- 2016-2022: Thomas Dausgaard
- 2022-oggi: Ryan Wigglesworth

## Capi/Principali Direttori ospiti
- 1981-1983 Sir Charles Groves
- 1983-1985 Vernon Handley
- 1986-1989 George Hurst
- 1989-1992 Takuo Yuasa
- 2009-oggi Ilan Volkov

## Associate Principal Conductor
- 1996-2005 Martyn Brabbins

## Direttori Ospiti Associati
- 2006-2009 Stefan Solyom
- 2010-2014 Andrew Manze
- 2016 - oggi John Wilson

## Direttori Assistenti e Associati
- 1946-1948 Robert Irving
- 1948-1949 Harry Platts
- 1949-1951 John Hopkins
- 1952-1954 Alexander Gibson
- 1954-1956 Gerald Gentry
- 1957-1959 Colin Davis
- 1959-1960 Bryden Thomson
- 1960-1962 James Lockhart
- 1962-1964 Bernard Keeffe
- 1964-1967 Graham Treacher
- 1968-1970 Christopher Seaman
- 1970-1972 Andrew Davis
- 1973-1976 Christopher Adey
- 1977-1980 Simon Rattle
- 1983-1985 Nicholas Kraemer
- 1989-1991 Christopher Bell
- 1992-1996 Martyn Brabbins

## Compositori Affiliati
- 1994-1998: Tan Dun (Compositore/Direttore Associato)
- 1999-2003: Stuart MacRae (Compositore in Associazione)
- 2004-2006: Anna Meredith (Compositore Residente)
- 2005-2007: Jonathan Harvey (Compositore in Associazione)
- 2010-oggi Matthias Pintscher (Artista in Associazione)

## Registrazioni
Oltre alle normali trasmissioni dal vivo ed alle registrazioni per la BBC e per la BBC Music Magazine, la Orchestra Sinfonica Scozzese della BBC incise 98 CD commerciali per etichette come BIS, NMC e Hyperion, con la quale ha un lungo sodalizio. L'orchestra ha ricevuto 4 Gramophone Awards e una nomination ai Grammy per le sue registrazioni commerciali.
- Jonathan Harvey: Body Mandala - Anu Komsi (soprano), BBC Scottish Symphony Orchestra, Ilan Volkov (direttore). Etichetta: NMC[11]
- English Orchestral Songs – Christopher Maltman (baritono), BBC Scottish Symphony Orchestra, Martyn Brabbins (direttore), Adrian Adlam (primo violino). Etichetta: Hyperion.